# The Wolfpack
The Wolfpack (Alternativtitel: The Wolfpack – Mitten in Manhattan) ist ein US-amerikanischer Dokumentarfilm aus dem Jahr 2015.

## Handlung
Der Film zeigt eine Familie, die ihre sieben Kinder in einer Sozialwohnung in New York in beinahe totaler Isolation aufwachsen lässt. Die sechs Brüder (Mukunda, Narayana, Govinda, Bhagavan, Krisna und Jagadesh) und ihre Schwester Visnu verlassen während 16 Jahren die Wohnung kaum und erfahren ihre Umgebung vor allem über Filme und Fernsehen. Sie basteln sich Kostüme und Filmobjekte ihrer Lieblingsfilme und stellen Filmszenen in der Wohnung nach.

## Auszeichnungen
Bei seiner Premiere beim Sundance Film Festival 2015 gewann The Wolfpack den Großen Preis der Jury für den besten Dokumentarfilm. Auf dem Zurich Film Festival 2015 befand sich der Film im Wettbewerb um das Goldene Auge für den besten internationalen Dokumentarfilm.